# Aetea lineata
Aetea lineata är en mossdjursart som beskrevs av Jullien 1882. Aetea lineata ingår i släktet Aetea och familjen Aeteidae. Inga underarter finns listade i Catalogue of Life.